# Пермикин, Николай Максимович
Николай Максимович Пермикин (21 июля 1900 года, Тыгиш, Камышловский уезд, Пермская губерния, Российская империя — 29 августа 1977 года, Тыгиш, Богдановичский район, Свердловская область, СССР) — Герой Социалистического Труда (1948), председатель колхоза «Уральский рабочий» Богдановичского района Свердловской области.

## Биография
Родился в 1900 году в селе Тыгиш Камышловского уезда Пермской губернии (ныне Городской округ Богданович Свердловской области) в крестьянской семье. Окончил начальную школу.
В 1929 году вступил в коммуну «Краснополье», позже преобразованной в колхоз «Уральский рабочий», а в 1934 году стал в нём председателем.
В годы Великой Отечественной войны был призван в Красную Армию, воевал в составе 4-го стрелкового полка 63-й стрелковой дивизии Калининского фронта. 12 февраля 1942 года был ранен в голову, получил контузию. В 1944 году, после излечения, был комиссован по инвалидности второй группы.
После демобилизации в 1944 году вернулся в родной колхоз и вновь стал председателем колхоза «Уральский рабочий». После объединения колхозов «Уральский рабочий» и «Новая жизнь» в 1951 году стал председателем вновь организованного колхоза имени Ленина в 1951—1952 годах. Выйдя на пенсию, с семьей уехал в город Свердловск.
Скончался 29 августа 1977 года, похоронен на кладбище села Тыгиш.

## Награды
За свои достижения был награждён:
- 06.11.1947 - медаль «За отвагу»[2];
- 09.03.1948 — звание Герой Социалистического Труда с золотой медалью Серп и Молот и орден Ленина «за получение высокого урожая пшеницы и ржи в 1947 году (30,07 центнера с гектара на площади в 40,1 гектара)»;